# Renaudius tesari
Renaudius tesari är en skalbaggsart som beskrevs av Renaud Maurice Adrien Paulian 1942. Renaudius tesari ingår i släktet Renaudius och familjen Aphodiidae. Inga underarter finns listade i Catalogue of Life.